# Cremuzio Cordo
Aulo Cremuzio Cordo (in latino Aulus Cremutius Cordus; 35 a.C. c.a. – 25 d.C.) è stato uno storico romano.

## Biografia
È senz'altro una delle figure di spicco della storiografia romana del dissenso, tesa ad esaltare il tramontato ordine repubblicano contro il nuovo regime imperiale retto dalla dinastia Giulio-Claudia.
Cremuzio, di estrazione senatoria, fu autore di Annales, una storia degli avvenimenti recenti di Roma impostata sulla tradizionale narrazione anno per anno in cui pianse le guerre civili e con cui bandì in eterno i proscrittori.
Entrato in contrasto con il prefetto al pretorio Elio Seiano, fu accusato da due clienti dello stesso, Satrio Secondo e Pinario Natta, di crimen maiestatis.
Tacito ci dice:
(Tacito, Annali, IV, 34, 1.)
 Il suo scritto fu accusato anche di aver criticato il popolo e il senato di Roma e non aver mostrato il giusto rispetto nei confronti di Augusto e di Cesare.
Cremuzio in senato davanti a Tiberio pronunciò un discorso in cui difese la sua opera e la libertà dello storico di conservare la memoria,  ricordando alcuni storici di età augustea che avevano lodato Bruto e Cassio, come Tito Livio, Asinio Pollione e Marco Valerio Messalla Corvino, senza subire processi.
Cremuzio chiuse la sua difesa dicendo:
(Tacito,Annali,IV, 35, 2-3.)
Avendo capito che sarebbe stato condannato preferì lasciarsi morire di fame.  Seneca descrive la morte di Cordo   nella Consolatio ad Marciam:  Cordo, per ingannare la figlia Marcia e i servi si faceva servire in stanza il cibo, ma poi lo buttava di nascosto dalla finestra. In questo modo dopo qualche giorno, completamente debilitato, salutò la figlia, si chiuse nella sua stanza e morì.
Il Senato decretò che tutti i libri con la sua opera fossero bruciati dagli Edili. In seguito i suoi Annales furono ripubblicati durante il regno di Caligola.
Oggi della sua opera ci rimangono solo pochi frammenti.